# Chun Byung-kwan
Chun Byung-kwan (4 de novembro de 1969, em Jinan, Jeolla do Norte) é um sul-coreano, campeão mundial e olímpico em halterofilismo.
Chun ganhou medalha de ouro em halterofilismo nos Jogos Olímpicos de 1992, com 287,5 kg no total combinado (132,5 no arranque e 155 no arremesso), a frente do chinês Liu Shoubin, com 277,5 kg (130+147,5), na categoria até 56 kg.
Quadro de resultados
| Ano  | Posição | Competição                                   | Classe de peso | Marca                                                                                      |
| 1985 | 2.      | Campeonato Mundial Júnior em Edimburgo       | –52 kg         | 225 kg (97,5+127,5)                                                                        |
| 1986 | 6.      | Campeonato Mundial em Sófia                  | –52 kg         | 240 kg (107,5+132,5)                                                                       |
| 1987 | 4.      | Campeonato Mundial em Ostrava                | –52 kg         | 240 kg (105+135)                                                                           |
| 1988 | 2.      | Jogos Olímpicos                              | –52 kg         | 260 kg (112,5+147,5)                                                                       |
| 1989 | 1.      | Campeonato Mundial Júnior em Fort Lauderdale | –56 kg         | 275 kg (120+155)                                                                           |
| 1989 | 5.      | Campeonato Mundial em Atenas                 | –56 kg         | 275 kg (120+155)                                                                           |
| 1990 | 1.      | Jogos Asiáticos em Pequim                    | –56 kg         |                                                                                            |
| 1990 | 3.      | Campeonato Mundial em Budapeste              | –56 kg         | 277,5 kg (122,5+155)                                                                       |
| 1991 | 1.      | Campeonato Mundial em Donaueschingen         | –56 kg         | 295 kg (130+165)                                                                           |
| 1992 | 1.      | Jogos Olímpicos                              | –56 kg         | 287,5 kg (132,5+155)                                                                       |
| 1993 | 4.      | Campeonato Mundial em Melbourne              | –59 kg         | 292,5 kg (130+162,5)                                                                       |
| 1994 | 1.      | Jogos Asiáticos em Hiroshima                 | –59 kg         |                                                                                            |
| 1994 | 4.      | Campeonato Mundial em Istambul               | –59 kg         | 287,5 kg (127,5+160)                                                                       |
| 1995 | 2.      | Campeonato Mundial em Guangzhou              | –59 kg         | 300 kg (135+165)                                                                           |
| 1996 |         | Jogos Olímpicos em Atlanta                   | –59 kg         | Sem marca no total (levantou 135 kg no arranque, mas não conseguiu resultado no arremesso) |

Em 2009, Chun Byung-kwan foi eleito para o Weightlifting Hall of Fame.